# Pont Maghin
Pont Maghin (ook wel: pont Saint-Léonard) is een verkeersbrug over de Maas in de Belgische stad Luik. De brug werd in 1952 in gebruik genomen.

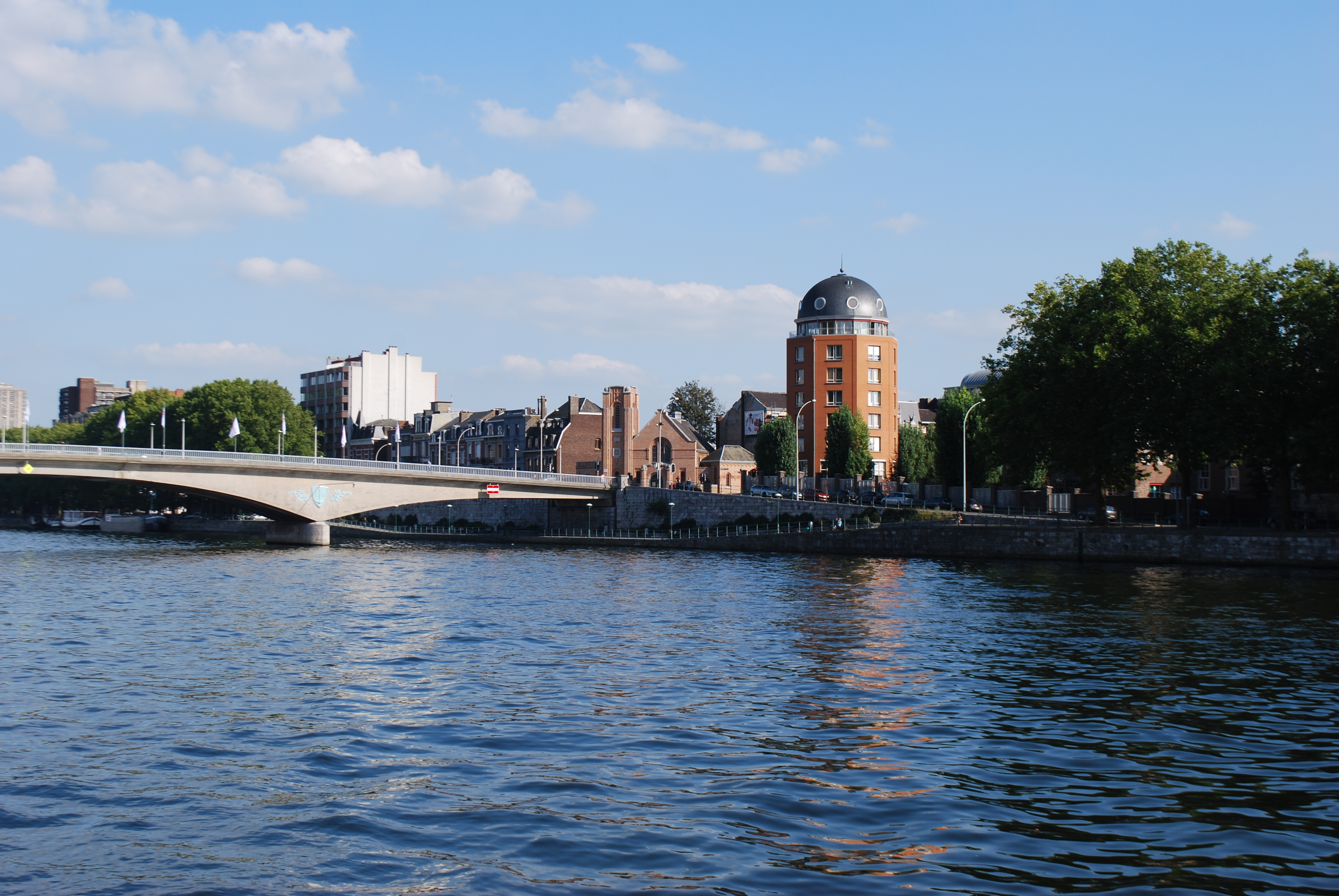
De brug in 2011

De eerste brug op deze locatie, toen pont Saint-Léonard, dateert uit 1869 en werd in het eerste jaar van de Eerste Wereldoorlog (1914) grotendeels vernietigd. In 1928 werd de brug vervangen door een ijzeren brug, die in 1940 werd opgeblazen door het Belgische leger.